# Montaut (Dordogne)
Montaut – miejscowość i gmina we Francji, w regionie Nowa Akwitania, w departamencie Dordogne.
Według danych na rok 1990 gminę zamieszkiwało 105 osób, a gęstość zaludnienia wynosiła 6 osób/km² (wśród 2290 gmin Akwitanii Montaut plasuje się na 1071. miejscu pod względem liczby ludności, natomiast pod względem powierzchni na miejscu 635.).